# 8754 Леукородія
8754 Леукородія (8754 Leucorodia) — астероїд головного поясу, відкритий 24 вересня 1960 року.
Тіссеранів параметр щодо Юпітера — 3,282.